# Dama kameliowa (film 1936)
Dama kameliowa (tytuł oryg. Camille) – amerykański melodramat z 1936 w reżyserii George’a Cukora z Gretą Garbo i Robertem Taylorem w rolach głównych. Adaptacja powieści o tym samym tytule Alexandre’a Dumasa (syna) z 1848.

## O filmie
Jest to adaptacja powieści Dama kameliowa Alexandre’a Dumasa – syna, opowiadającej o prostytutce, która zakochuje się w młodym, niedoświadczonym mężczyźnie. Film wyreżyserował George Cukor. Główną rolę zagrała Greta Garbo i za tę kreację otrzymała nominację do Oscara.

## Fabuła
Akcja filmu rozgrywa się w Paryżu, w roku 1847. Marguerite Gautier (Greta Garbo) wywodzi się z niższej klasy społecznej. Po pewnym czasie staje się znaną z urody kurtyzaną, obiektem westchnień wielu mężczyzn. Jednym z nich jest młody Armand Duvall (Robert Taylor). Marguerita wkrótce odwzajemnia jego uczucie. Pojawiają się jednak problemy, gdy o ich związku dowiaduje się ojciec Armanda (Lionel Barrymore). Prosi kobietę, by odsunęła się od Armanda, obawiając się, że jej przeszłość mogłaby zrujnować jego pozycję w Paryżu.

## Obsada
- Greta Garbo - Marguerite Gautier
- Robert Taylor - Armand Duvall
- Lionel Barrymore - Monsieur Duval
- Elizabeth Allan - Nichette
- Jessie Ralph - Nanine
- Henry Daniell - Baron de Varville
- Lenore Ulric - Olympe
- Laura Hope Crews - Prudence
- Rex O’Malley - Gaston
- Mariska Aldrich - przyjaciółka